# Gideon Klein
Gideon Klein (6. prosince 1919 Přerov – leden 1945 Fürstengrube) byl český klavírista pronásledovaný podle tzv. norimberských zákonů, skladatel klasické a jazzové hudby a organizátor kulturního života v koncentračním táboře Terezín.

## Biografie
Narodil se v moravské židovské rodině v Přerově a díky svému hudebnímu talentu studoval hru na piano u profesorky Růženy Kurzové, později u profesora Viléma Kurze a nakonec u skladatele Aloise Háby. V prosinci 1941 byl nacisty deportován do Terezína, kde se společně s některými žáky Leoše Janáčka, mezi nimiž byli Pavel Haas, Hans Krása, a Schoenbergovým žákem Viktorem Ullmannem, stal jedním z hlavních skladatelů v Terezíně. Mezi jeho díla z těchto let patří mimo jiné hudba pro smyčcový kvartet, smyčcové trio a klavírní sonáty. Klein v Terezíně vystupoval jako sólový klavírista na nejméně patnácti vystoupeních a zúčastnil se také komorních představení (člen klavírního tria a klavírního kvartetu).
Byl deportován do Osvětimi a poté v říjnu 1944 do Fürstengrube. Zemřel za nejasných okolností během likvidace tábora ve Fürstengrube v lednu 1945. Smrti neunikla ani jeho matka Ilona Kleinová (1889–1944), rozená Marmorsteinová a starší sestra Edita Doláková (1909–1943), které zahynuly v Osvětimi. Věznění v Osvětimi i pochod smrti přežila pouze druhá sestra Eliška (1912–1999), která se po válce zasadila o propagaci díla svého bratra.
Jeho dílo bylo ovlivněno Aloisem Hábou, Albanem Bergem a zejména Leošem Janáčkem. Melodii Janáčkova Zápisníku zmizelého použil jako motiv pro své Divertimento z roku 1940.

## Dílo
- Čtyři věty pro smyčcové kvarteto (1936–1938)
- Duo pro housle a violu ve 1/4 tónovém systému (1940)
- Divertimento pro osm dechových nástrojů (1940)
- Tři písně pro vyšší hlas a klavír, opus 1 (1940)
  - I. Vodotrysk (Johann Klaj)
  - II. Polovina života (Franz Hölderlin)
  - III. Soumrak shůry sesouvá se (Johann Wolfgang Goethe), české překlady Erich A. Saudek
- Smyčcový kvartet, opus 2 (1941)
- Duo pro housle a violoncello (1941) nedokončeno
- Madrigal pro 2 soprány, alt, tenor a bas na slova Francois Villona, český překlad Otokar Fischera (1942)
- První hřích, mužský sbor na slova české lidové poezie (1942)
- Fantazie a Fuga pro smyčcové kvarteto (1942–1943)
- Sonáta pro klavír (1943)
- Madrigal pro 2 soprány, alt, tenor a bas na slova Franze Hölderlina, český překlad Erich A. Saudek (1943)
- Trio pro housle, violu a violoncello (1944)
- Partita (Trio pro housle, violu a violoncello v úpravě Vojtěcha Saudka pro smyčcový orchestr)